# Török család (néveri és nemespanni)
Néveri és nemespanni Török család egy Nyitra vármegyei és Verebélyi széki minden bizonnyal férfi ágon kihalt család.
1577-ben Ondrohón vettek zálogba birtokrészeket a Dombay családtól. 1579-ben Török Kristóf Szakolcán vásárolta meg Kistapolcsányi János polgári házát. Ugyanezen évben Fintabélád pusztára kapott Török Benedek új adományt, mivel régi írásai elvesztek. 1590-ben Török János Néveren élhetett. 1600-ban Alsószőlősön Török János özvegyét említik. 1611-ben Török Péter tanúskodott Bakits Péter mellett, Révay Ferenc hűtlenségi perében felesége Forgách Zsuzsanna ellen. 1634-ben (?) Néveren Török Zsigmond és családja kap adományt Lósy Imre érsektől. 1639-ben Néveren Török Mihályt említik, illetve Zsigmond verebély széki alispán érseki adományt nyert Botkaudvarhelyre. Az 1664-es érsekújvári török defterben Néveren Ferenc és György szerepelt.
1696-ban Török György lánya Mária, simoncsicsi Horváth István özvegye, királyi kegyelem folytán adományba kapta Fintabélád pusztát, a hozzátartozó malmot és 32 telket, melyeket férje után birtokolt, illetve egykor Jókay Istvántól zálogban kerültek a Török család birtokába. 1699-ben Apponyi Péter és neje Török Mária adományt nyertek Kollonich Lipót esztergomi érsektől a néveri ún. Bottka udvarhely kúriára. 1700-ban Apponyi Péter és felesége, Szörény Zsigmonddal együtt Szúnyoghatáron kaptak birtokot.
Rokonságban álltak több más nemespanni (predialista) családdal is, így a Bartha családdal, a Piszarovich családdal, illetve a Szánthó családdal. Az 1683-ban szintén kihalt nagyemőkei Török család esetleg korábban rokonságban állhatott ezen ággal.
Birtokaik voltak Nagycétényben, Nemespannon és Néveren.

## Címerük
Oroszlán mancsában kard.

## Neves személyek
- Török Péter 1510-ben a verebélyi szék alispánja.[17]
- Török György a verebélyi szék alispánja 1602-ben[18] és 1611-ben[19]
- néveri Török Pál a verebélyi szék szolgabírája 1611-ben[19]
- Török György (17. század) Nyitra vármegye alispánja 1661-ben és 1672-ben Szalakuszon birtokos.[20]
- Török Zsigmond (17. század) Bars vármegye (1651-1656) és a Verebélyi szék alispánja (1628, 1639-1656)[21]